# Sherlock Holmes: The Awakened
Sherlock Holmes: The Awakened avanturistička je videoigra koju je izradio Frogwares i koja je 2007. objavljena za Microsoft Windows. Igra se temelji na novoj priči o Sherlocku Holmesu i njegovu prijatelju dr. Johnu H. Watsonu u kojoj njih dvojica istražuju niz neobičnih nestanaka povezanih s mitovima o Cthulhuu.
Treća je igra u serijalu Frogwaresovih avanturističkih igara Sherlock Holmes; prethode joj Sherlock Holmes: The Mystery of the Mummy (iz 2002.) i Sherlock Holmes: The Case of the Silver Earring (iz 2004.). Prva je igra u tom serijalu u kojoj se pojavljuju elementi nadnaravnoga.
Godine 2008. objavljena je u remasteriranoj inačici koja igraču omogućuje da je igra u prvom ili trećem licu. Ta verzija sadrži poboljšanu grafiku i izmijenjen sustav pomoći. Također je prva igra u serijalu kojoj je ESRB dao ocjenu M (Mature 17+). Remasterirana inačica postala je dostupna na Steamu 6. kolovoza 2009.
Prerađena inačica igre za platforme kao što su Microsoft Windows, Nintendo Switch, PlayStation 4, PlayStation 5, Xbox One i Xbox Series X/S objavljena je u travnju 2023.

## Scenarij
Dana 6. rujna 1894. Sherlock Holmes zuri kroz prozor i dosađuje se jer nema slučajeva koji bi zaslužili njegovu pozornost. Kapetan Stenwick javi mu da je njegov mladi sluga maorskog podrijetla nestao u nerazjašnjenim okolnostima. Holmes brzo otkrije ne samo da je dječak otet nego i da su ga otela dva muškarca, od kojih je jedan znatno veći od drugoga. Nekoliko tragova dovede ga do pristaništa na rijeci Temzi, gdje sazna da je ondje došlo do sličnih otmica stranaca. U daljnjoj istrazi Holmes i Watson otkriju napušten podzemni hram, a na žrtvenom oltaru pronađu okrvavljeno i izmučeno truplo. Naiđu i na opijum pomiješan s morfijem, a Holmes zaključi da se ta mješavina rabila za uspavljivanje žrtava kako bi ih otmičari mogli oteti i prokrijumčariti iz države. Nakon što otkrije sanduk s natpisom „Black Edelweiss Institute”, Holmes se prisjeti da je planinski cvijet runolist (Leontopodium alpinum) švicarski nacionalni simbol.
Kad stignu u Švicarsku, Holmes i Watson otkriju da je Black Edelweiss Institute umobolnica koju vodi dr. Gygax te skuju plan kako ući u nju i istražiti što se ondje događa. Svjestan toga da će ga uhvatiti i zatočiti, Holmes je udaljio Watsona od umobolnice. To čini kako bi ga zaštitio, ali i da bi i dalje ostao povezan s vanjskim svijetom ako unutar instituta štogod pođe po zlu. Nakon što se preruši u drugu osobu, Holmes uđe u umobolnicu i ubrzo ga zatoče. Poslije pobjegne iz ćelije i pronađe dodatne dokaze da je Gygax umiješan u ozbiljne kriminalne aktivnosti; ne samo da provodi opasne eksperimente na bespomoćnim pacijentima u umobolnici nego je i član kulta koji iščekuje dolazak božanstva. Holmes neočekivano otkrije i da je njegov neprijatelj Moriarty pacijent u toj umobolnici; Moriarty je slab i jedva podsjeća na samog sebe nakon što je preživio pad s vodopada Reichenbacha. Posluživši se Moriartyjem kako bi zavarao liječnike, Holmes se naposljetku uspije izbaviti iz umobolnice.
Zatim pođu u New Orleans jer se taj grad spominje u brzojavu poslanu Gygaxu. Holmesa i Watsona provocira i maltretira tamošnji šerif koji ih je prepoznao i koji je naočigled povezan s kultom. Ubrzo saznaju da su tamošnji stanovnik poznat kao Mr. Arneson i njegov mladi sluga Davy nestali prije pet dana. Na kraju nađu Davyja, koji je zanijemio od duševnog šoka. Nakon što mu Watson pomogne, Davy na ploči napiše niz brojeva koje Watson potom zabilježi. Holmes i Watson naknadno spase i Arnesona, kojeg je zamalo žrtvovao pomahnitali član kulta, i otkriju drevnu knjigu.
Nakon što su se vratili u London, Holmes i Watson otkriju da knjiga govori o mitskom bogu mora koji se budi žrtvovanjem osoba koje predstavljaju različite narode. Također dešifriraju i Davyjeve brojeve, za koje se ispostavi da su koordinate koje označuju položaj svjetionika Ardnamurchan na škotskoj obali. Kad doputuju do tog svjetionika, Holmes i Watson konačno se obračunaju s članovima kulta i njihovim vođom Lordom Rochesterom, koji financira sektu svojim bogatstvom. Holmes spriječi prizivanje, ali se pojavi snažna oluja, za koju Rochester pretpostavi da označava Cthulhuov dolazak. Iako ga je Holmes pokušao zaustaviti, Rochester se baci u uzburkano more i potone.

## Igrivost
The Awakened je prva Frogwaresova igra koja se odvija u trodimenzionalnom prostoru, u stvarnom vremenu i u prvom licu; prostori u prethodnoj igri unaprijed su renderirani. Kao što je slučaj s ostalim Frogwaresovim igrama o Sherlocku Holmesu, The Awakened sadrži otvoreni svijet, na svakom se mjestu mogu skrivati tragovi, a igrač može interaktirati s računalnim likovima. U inventaru se čuvaju svi predmeti, dokumenti i mjesta na zemljovidu, a pojedini se predmeti mogu i upotrebljavati zajedno. Svi se razgovori u igri odvijaju u posebnim scenama tijekom kojih igrač ne može upravljati likovima. Neki od tih razgovora počinju klikom miša na lik, a za druge je potrebno obaviti nekoliko zadataka i potom se počnu odvijati sami od sebe. Premda Holmes većinu zaključaka donosi na temelju različitih tragova pronađenih na mjestima zločina, igrač u jednom trenutku mora prikupljene dokaze odnijeti u Holmesov stan te ih proučiti pod mikroskopom ili ih podvrći različitim kemijskim eksperimentima. Tijekom igre igrač također rješava različite zagonetke, primjerice obijanje brave s pomoću brojčanih kombinacija, dešifriranje kodiranih poruka i otključavanje sefa s pomoću rješenja druge zagonetke.
Može se igrati u prvom ili u trećem licu, a sadrži i ikone koje pokazuju što Holmes može učiniti, primjerice može li uzeti koji predmet ili razgovarati. Holmes se može kretati s pomoću miša ili tipkovnice, a njegovi su pokreti posve slobodni u trodimenzionalnom prostoru. Iako igra nudi dovoljno prostora za kretanje na svakoj lokaciji, u određenim slučajevima Holmes mora doći u novo područje ili pogledati ulicu iz drugog kuta kako bi se kretao kuda ga igrač usmjerava, no tada se pojavljuje ikona koja prikazuje nekoliko otisaka stopala i tako ističe promjenu gledišta.
Premda se igra odlikuje gledištem koje je popularizirao žanr pucačine u prvom licu, i dalje zadržava point-and-click-osobine većine avanturističkih igara, tako da je igrač može odigrati i služeći se samo mišem.

## Remasterirana i prerađena inačica
The Awakened se u remasteriranoj inačici može igrati i u trećem licu, što vrijedi i za Frogwaresove igre kao što su Sherlock Holmes: Secret of the Silver Earring i Dracula: Origin.
U remasteriranu inačicu uvedene su dvije perspektive (prvo lice, prisutno u prvotnoj verziji igre, i treće lice, uvedeno za novu inačicu) i pomoćna traka koja omogućuje igračima u trećem licu da otkriju što sve mogu učiniti na određenoj lokaciji. Ta verzija igre sadrži i poboljšan sustav pomoći koji igračima olakšava riješiti zagonetke te poboljšanu grafiku s novim osvjetljenjem, vizualnim efektima u visokoj rezoluciji, animacijama i slično.
Frogwares je radio i na prerađenoj inačici igre sa znatno izmijenjenim scenarijem; ta je verzija trebala biti objavljena za Microsoft Windows, Nintendo Switch, PlayStation 4, PlayStation 5, Xbox One i Xbox Series X/S u veljači 2023., no naposljetku je objavljena dva mjeseca poslije.

## Recenzije
Igra je dobila uglavnom pozitivne kritike; na Metacriticu je osvojila 72 boda od njih 100.
Brett Todd u svojoj je recenziji za GameSpot pohvalio napetu priču, zagonetke i izgled igre, ali je istaknuo da je u igri jedino loše to što se scene razgovora ne mogu preskočiti. Steve Butts dao joj je 8,1 bod od njih 10 u recenziji za IGN i izjavio je: „Možda bismo pretjerali kad bismo rekli da će vam se 'The Awakened' svidjeti čak i ako ne volite avanturističke igre, ali obožavateljima takvih igara koje zanimaju pametne zagonetke i profinjena priča poručujemo da toga u ovoj igri ima na tone.” Anise Hollingshead dala joj je 8,5 boda od njih 10 u recenziji za GameZone i komentirala je: „Pohvaljujem dizajnere igre jer su nam dali zanimljiv i napet misterij koji potiče na razmišljanje. Mislim da je jedino negativno to što [igru] ne mogu igrati tinejdžeri zbog nepotrebna zorna prikaza nasilja, što je šteta.”
Prve su četiri Frogwaresove igre o Sherlocku Holmesu – Mummy, Silver Earring, The Awakened i Nemesis – do veljače 2009. prodane u otprilike 1,5 milijuna primjeraka.

### Nagrade
Godine 2007. igra je osvojila GameSpotovu nagradu „Best Use of a License”. Također je bila nominirana za GameSpotovu i IGN-ovu nagradu „Best PC Adventure Game of 2007”.
Godine 2011. Adventure Gamers nazvao ju je 80. najboljom avanturističkom igrom ikad objavljenom.